# Danyło Jesypenko
Danyło Iwanowycz Jesypenko (ukr. Данило Іванович Єсипенко, ros. Даниил Иванович Есипенко, ur. 1901 we wsi Wyszeńky w guberni czernihowskiej, zm. w marcu 1984 w Kijowie) – funkcjonariusz radzieckich służb specjalnych, generał major.

## Życiorys
Ukrainiec, do 1916 uczeń szkoły w Konotopie, od sierpnia 1921 do sierpnia 1922 funkcjonariusz Czeki w Królewcu, od sierpnia do października 1922 funkcjonariusz GPU w Kozielcu, od października 1922 do kwietnia 1923 czerwonoarmista 25 pułku GPU. Później pracował w gospodarstwie ojca i w cukrowni, od czerwca 1924 do grudnia 1925 pracownik okręgowego oddziału GPU w Nieżynie, od grudnia 1925 do grudnia 1926 kierownik wydziału zagranicznego okręgowego komitetu wykonawczego w Nieżynie, od grudnia 1926 do listopada 1929 ponownie funkcjonariusz okręgowego oddziału GPU w Nieżynie, od listopada 1929 do czerwca 1930 pracownik okręgowego oddziału GPU w Kupiańsku, a od czerwca do września 1930 w Łubniach. Od września 1930 do listopada 1931 funkcjonariusz sektora operacyjnego GPU w Połtawie, od listopada 1931 do kwietnia 1933 funkcjonariusz rejonowego oddziału GPU w Czutowem, od kwietnia 1933 do marca 1935 w rejonowym oddziale GPU/NKWD w Iziumie, od marca 1935 do marca 1937 funkcjonariusz Zarządu NKWD obwodu charkowskiego, od marca do sierpnia 1937 w Centralnej Szkole NKWD ZSRR, starszy porucznik bezpieczeństwa państwowego. Od 1 września 1937 do 1 stycznia 1939 pomocnik szefa Oddziału 11 Wydziału 3 Głównego Zarządu Bezpieczeństwa Państwowego, od 1 stycznia do 5 sierpnia 1939 starszy śledczy Sekcji Śledczej NKWD ZSRR, od 5 sierpnia do 4 września 1939 pomocnik szefa Sekcji Śledczej NKWD ZSRR, 8 września 1939 awansowany na kapitana bezpieczeństwa państwowego, od 7 października 1939 do stycznia 1942 w specjalnej delegacji w Iranie, od stycznia 1942 do maja 1943 szef oddziału Wydziału 1 Zarządu 2 NKWD ZSRR, 11 lutego 1943 mianowany podpułkownikiem bezpieczeństwa państwowego, a 16 kwietnia 1943 pułkownikiem bezpieczeństwa państwowego. Od 20 maja do 31 lipca 1943 zastępca szefa Wydziału 1 Głównego Zarządu Kontrwywiadu Smiersz, od 16 sierpnia 1943 do 28 maja 1952 zastępca ludowego komisarza/ministra bezpieczeństwa państwowego Ukraińskiej SRR, 9 października 1944 mianowany komisarzem bezpieczeństwa państwowego, a 9 lipca 1945 generałem majorem. Od 28 maja 1952 do 16 marca 1953 szef Sekcji Śledczej i zastępca ministra bezpieczeństwa państwowego Ukraińskiej SRR, od 15 kwietnia do 11 czerwca 1953 szef Zarządu 5 MWD Ukraińskiej SRR, od 11 czerwca do 21 września 1953 szef Zarządu MWD obwodu charkowskiego, potem w dyspozycji Zarządu Kadr MWD Ukraińskiej SRR, w styczniu 1954 zwolniony ze służby i odesłany na emeryturę.

## Odznaczenia
- Order Lenina (30 kwietnia 1946)
- Order Czerwonego Sztandaru (trzykrotnie - 3 listopada 1944, 10 kwietnia 1945 i 1 czerwca 1951)
- Order Wojny Ojczyźnianej I klasy (dwukrotnie - 20 października 1944 i 29 października 1948)
- Order Czerwonej Gwiazdy (16 października 1939)
- Odznaka "Zasłużony Funkcjonariusz NKWD" (19 grudnia 1942)
- Odznaka "50 Lat Członkostwa w KPZR"

I 12 medali.